# Плугатарь (Черниговская область)
Плугатарь (укр. Плугатар) — село в Талалаевском районе Черниговской области Украины. Население — 327 человек. Занимает площадь 0,625 км².
Код КОАТУУ: 7425383005. Почтовый индекс: 17212. Телефонный код: +380 8–04634.

## Власть
Орган местного самоуправления — Рябуховский сельский совет. Почтовый адрес: 17212, Черниговская обл., Талалаевский р-н, с. Рябухи, ул. Садовая, 9а.